# Turceni
Turceni – miasto w Rumunii, w okręgu Gorj. Liczy 8559 mieszkańców (2002).